# Марха (приток Лены)
Марха́ — река в Якутии, левый приток Лены.

## Общие сведения
Протекает по Приленскому плато, на территории Верхневилюйского и Олёкминского районов. Длина реки — 346 км, площадь водосборного бассейна — 8910 км². Замерзает в октябре и остаётся под ледяным покровом до мая. Питание снеговое и дождевое. Протекает в верховьях 6 мелких озёр. В низовьях извилиста. Параллельно Мархе течёт другой приток Лены, Мархачан.
По данным наблюдений с 1949 по 1966 год среднегодовой расход воды в районе села Марха (22 км от устья) составляет 18,79 м³/с. Высота устья — 112 м над уровнем моря. Основной приток — Намылджылах (правый).

## Данные водного реестра
По данным государственного водного реестра России и геоинформационной системы водохозяйственного районирования территории РФ, подготовленной Федеральным агентством водных ресурсов:
- Бассейновый округ — Ленский
- Речной бассейн — Лена
- Речной подбассейн — Лена между впадением Олёкмы и Алдана
- Водохозяйственный участок — Лена от устья Олёкмы до водомерного поста посёлка Покровск